# Bactrocera atra
Bactrocera atra
 es una especie de díptero que Malloch describió por primera vez en 1938. Bactrocera atra pertenece al género Bactrocera de la familia Tephritidae.